# Résurrection (Roussel)
Résurrection, Prélude symphonique d'après le roman de Tolstoi is een compositie van Albert Roussel.
Het is een van de “jeugdwerken” van de componist, die bewaard is gebleven. Roussel heeft een aantal vroege composities vernietigd. Roussel baseerde de compositie op de roman Opstanding van Lev Tolstoj, dat in 1899 zwaar gecensureerd verscheen. De Franstalige versie werd verder gecensureerd en verscheen in 1900.
Alfred Cortot leidde de eerste uitvoering op 17 mei 1904 onder toezicht van Société Nationale de Musique in het Théâtre de Paris. De critici boorden het werk de grond is; het was te veel César Franck en Vincent d'Indy. Dat laatste is niet zo vreemd, hij was Roussels leermeester. Later werden de compositorische kwaliteiten, die later meer de boventoon zouden voeren, wel in dit werk teruggevonden. Roussel liet al kleine secunden en nones tegen elkaar aanschuren. De invloed van d'Indy is in de maatwisselingen te horen en in de toepassing van de 7/4 maat, een favoriet van d'Indy. Behalve impressionisme schemert af en toe ook romantiek door.
Tijdens het concert van de première werden ook twee andere werken voor het eerst uitgevoerd:
Shéhérazade van Maurice Ravel en Choral van d'Indy.
Er is een uittreksel voor piano van Roussel zelf, eveneens uit 1903. Edouard Brunel was docent aan het Conservatorium van Nancy en oprichter van Orchestre symphonique et lyrique de Nancy.

## Discografie
- Uitgave EMI France: Orchestre de Capitole de Toulouse o.l.v. Michel Plasson
- Uitgave Naxos: Royal Scottish National Orchestra o.l.v. Stéphane Denève